# Польовик
Польови́к — персонаж слов'янської міфології, дух-покровитель полів, степів і лук.

## Образ польовика

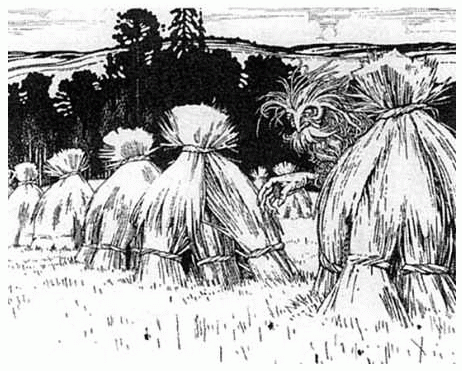
Графіка Івана Білібіна. Польовик

За народними віруваннями, польовик може постати у вигляді людини, птаха, бугая, козеняти тощо. Якщо уявлявся в людській подобі, то або в білому одязі, або голим, іноді з тваринними ознаками — мав шерсть, хвіст, кігті, крила, ріжки, телячі вуха і великі зуби. Також відомий образ польовика як діда з травою замість волосся, або ж він має очі різного кольору чи чорну, як земля, шкіру. Місцями його проживання вважалися поля, степи, луки, а особливо яри, рови. Йому приписувалася здатність змінювати зріст — коли колосся високе, високий і польовик, а коли його зжато — стає зростом зі стерню. Взимку польовик, як і лісовик, спить. У народному християнстві польовик — це чорт, що був скинутий Богом з неба під час бунту Сатани, і впав у полі.
Польовик збиває зі шляху, заводить у небезпечні місця, але прихильний до тих, хто лишає для нього частування. Вважалося, жертва польовику мусить бути таємною, інакше він розгнівається і винищить врожай. Прихильному польовику приписувалася різноманітна допомога, він виводить заблукалих у колоссі дітей і худобу, вберігає поле від граду, а в час жнив відводить дощ.